# Lucien Vidie

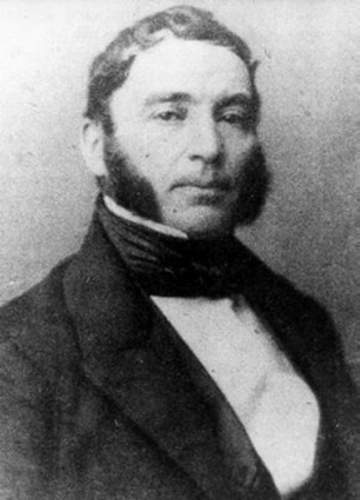
Lucien Vidie

Lucien Vidie (* 1805 in Nantes; † April 1866 in Paris) war ein französischer Ingenieur und Erfinder.
Lucien Vidie ist der Erfinder des Aneroidbarometers. Nach ihm sind die Aneroid-Dosen auch als Vidie-Dosen bekannt geworden. Eine derartige Dose ist luftdicht verschlossen. Die Deckel wölben sich je nach Luftdruck nach innen oder außen.
Der Dampfmaschinen-Ingenieur Vidie ließ seine Erfindung der Aneroid-Dose im Jahre 1844 auf den Namen seines Freundes Pierre Armand Lecomte de Fontainmoreau, Inhabers eines Patentbüros in Paris und London, patentieren.